# 328

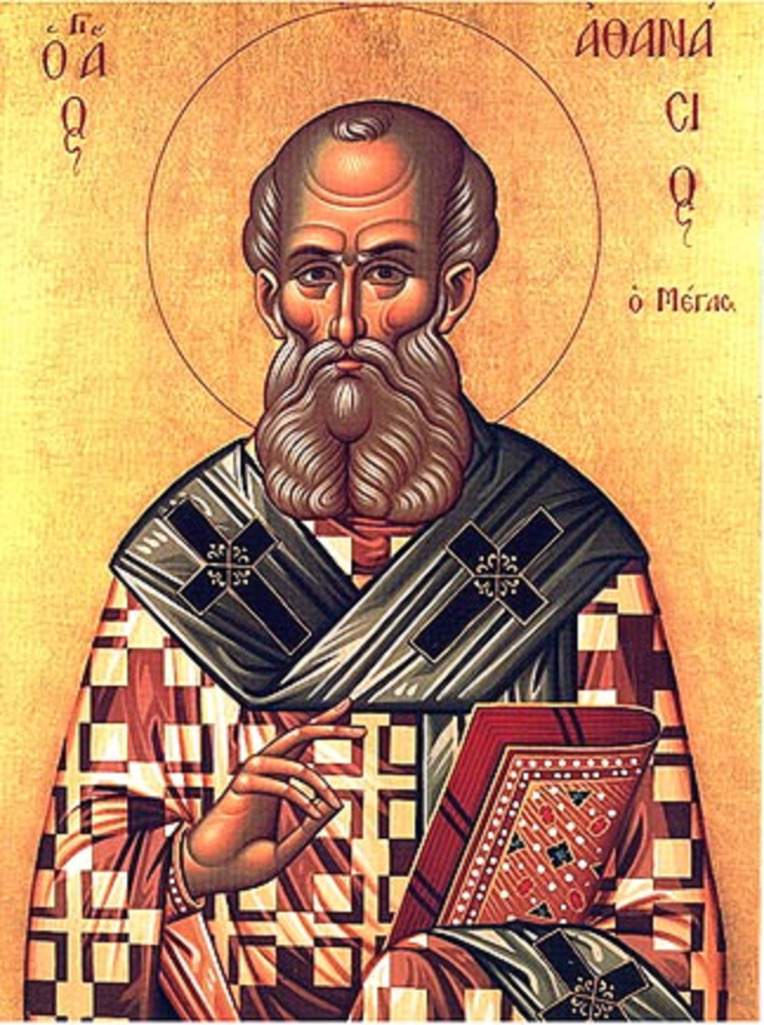
Athanasius van Alexandrië

Het jaar 328 is het 28e jaar in de 4e eeuw volgens de christelijke jaartelling.

## Gebeurtenissen

### Europa
- Keizer Constantijn de Grote sluit een vredesverdrag met de Alemannen, ze moeten de Romeinen belasting betalen en rekruten leveren om de Rijngrens te verdedigen.

### Egypte
- 8 juni - Alexander van Alexandrië komt te overlijden en wordt opgevolgd door Athanasius als bisschop van Alexandrië. Hij voert met steun van paus Silvester I vervolgingen tegen het arianisme.

## Geboren
- Flavius Iulius Valens, keizer van het Romeinse Rijk (overleden 378)

## Overleden
- 17 april - Alexander van Alexandrië, bisschop van Alexandrië